# Eerste hulp bij ongevallen

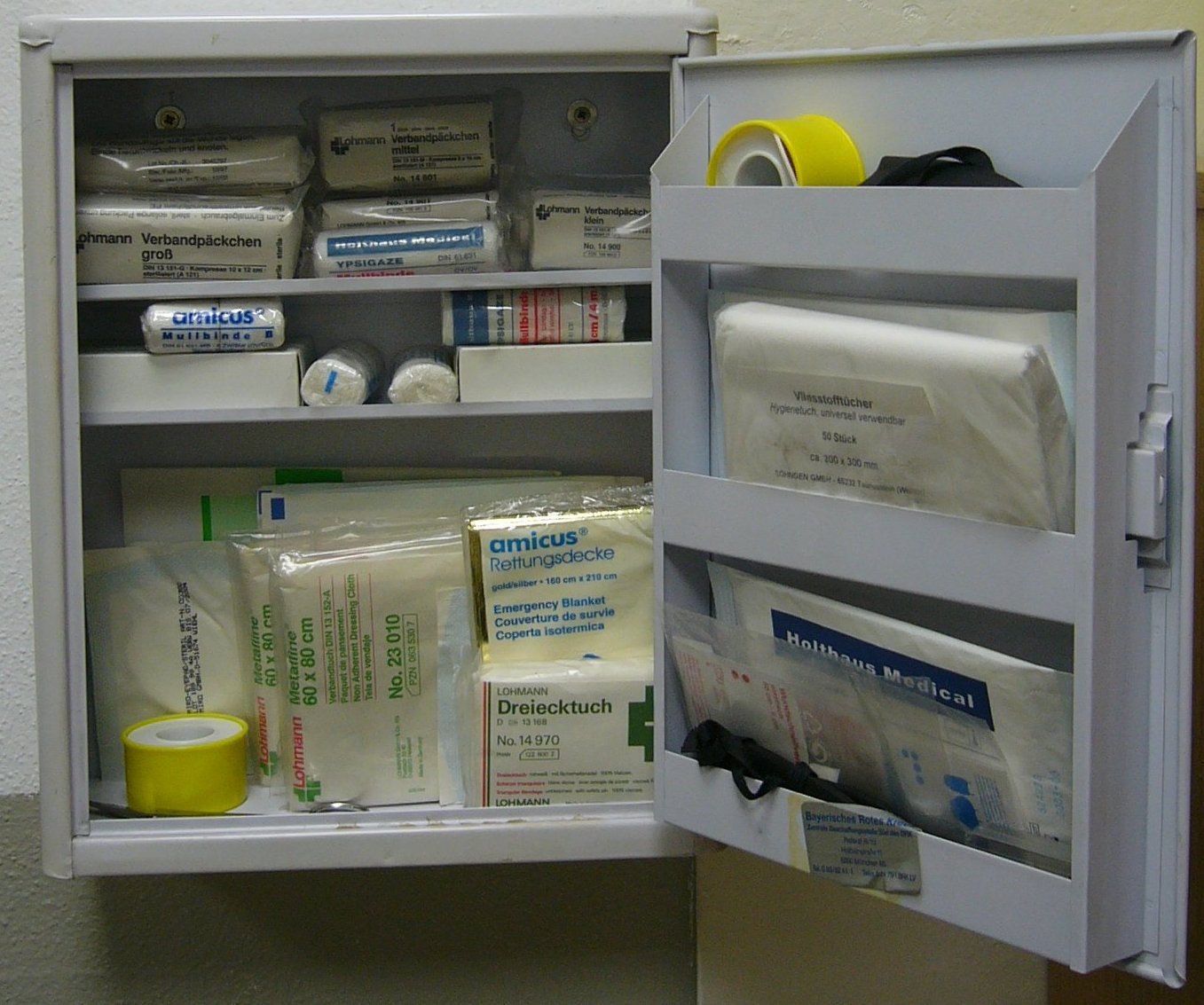
Een EHBO-kastje

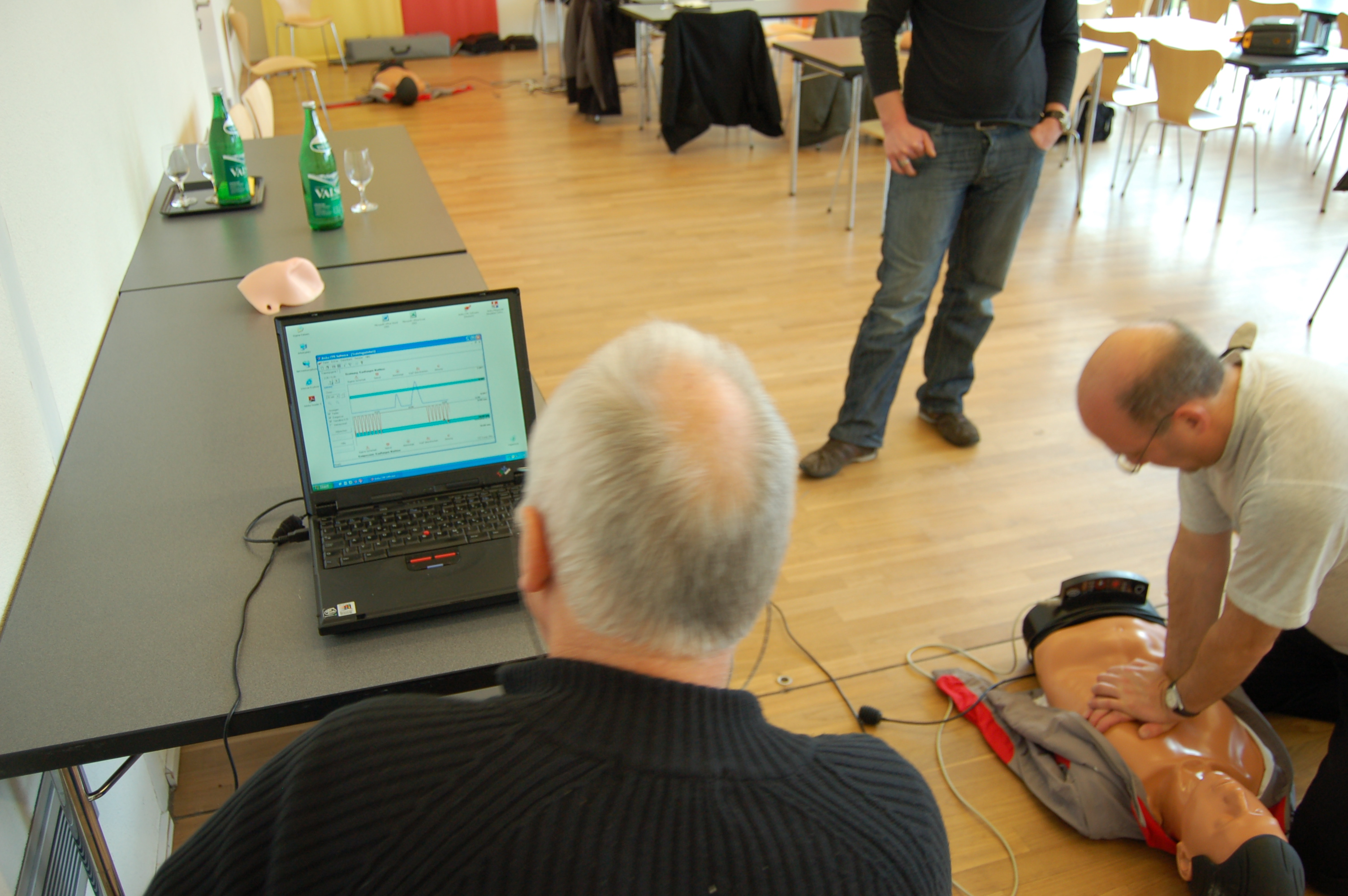
Reanimatietraining, met de computer worden onder andere de snelheid en diepte van de reanimatie gemeten

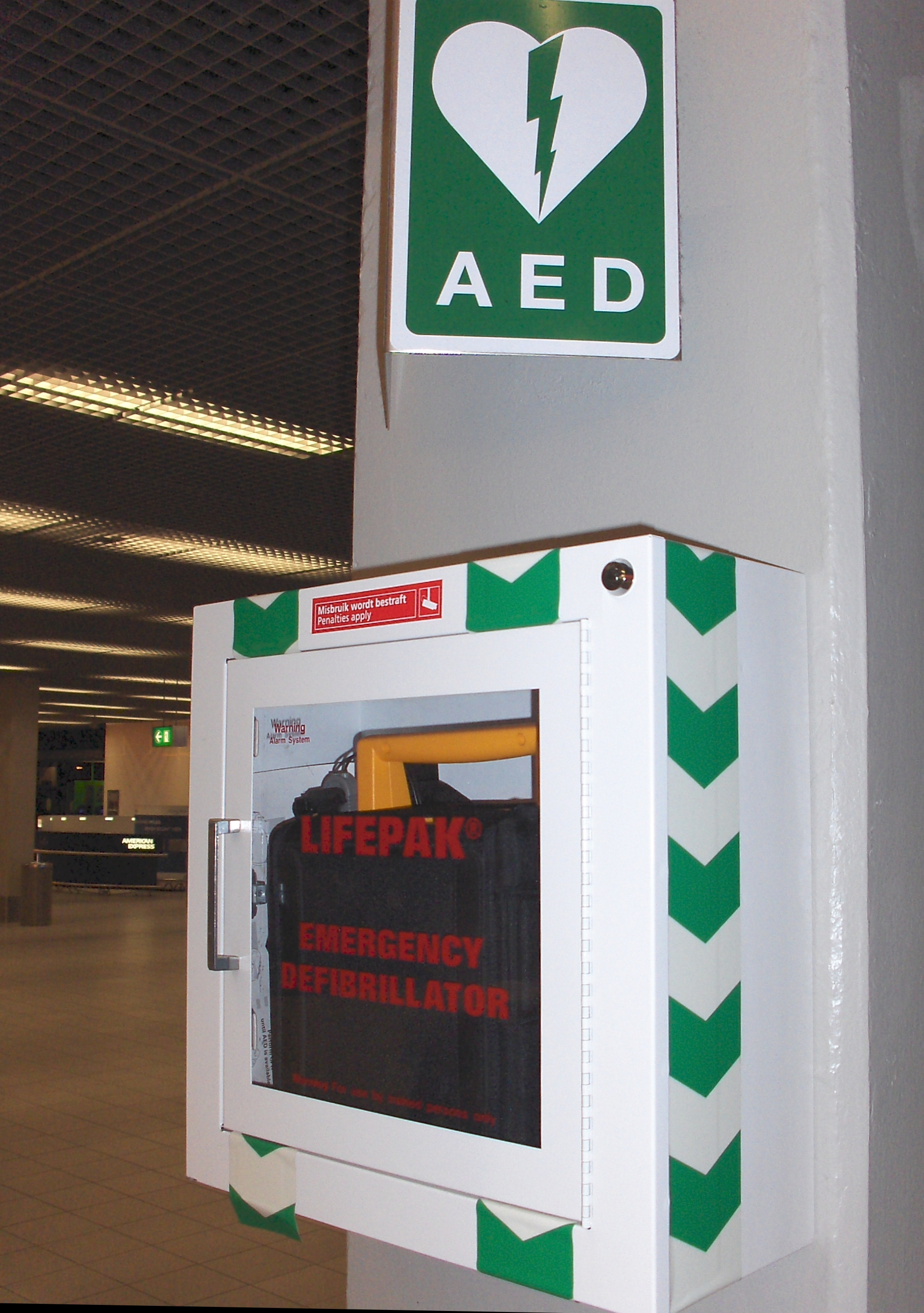
Een AED-apparaat op Schiphol

Eerste hulp bij ongevallen of eerste hulp bij ongelukken (EHBO), ook bekend onder de naam spoedeisende hulpverlening bij slachtoffers, is hulp die door leken geboden kan worden in afwachting van professionele eerstehulpverleners, zoals de ambulancezorgverlening. EHBO wordt verleend in elke situatie waar (levensbedreigende) letsels en stoornissen zijn opgetreden, maar ook kleinere letsels kunnen door EHBO'ers worden behandeld.
Wereldwijd worden eerstehulpverleners door opleidingsinstituten getraind om dergelijke hulp te kunnen verlenen. Het opleidingsniveau kan variëren per organisatie en behoefte of noodzaak, van een basisreanimatiecursus tot een volwaardige en uitgebreide EHBO-cursus.

## Werkgebied EHBO
Eerstehulpverleners (EHBO'ers) verlenen eerste hulp bij levensbedreigende stoornissen zoals in de ademhaling, het bewustzijn en bij shock. Daarnaast kunnen ze plaatselijk letsel (wonden), warmte- en koudeletsels, vergiftigingen, elektriciteitsletsels bij slachtoffers behandelen en deskundige hulp alarmeren of het slachtoffer doorverwijzen naar huisarts of SEH.
Enige methoden en handelingen die hierbij gebruikt worden zijn onder andere:
- Zorgen voor de veiligheid van eerstehulpverleners en omstanders;
- Verplaatsen van het slachtoffer bij gevaar, eventueel met de noodvervoersgreep van Rautek;
- Goede alarmering bij de 112-alarmcentrale;
- Benaderen van het slachtoffer (indicatie van bewustzijn);
- Fixeren van het hoofd bij wervelletsels;
- Openen en openhouden van de lucht/ademweg;
- Zo nodig toepassen van de handgreep van Heimlich bij verslikking;
- Controleren van de ademhaling;
- Zo nodig stabiele zijligging;
- Zo nodig reanimatie bij ademhalingsstilstand (=borstcompressies en beademen);
- Stelpen van ernstige bloedingen;
- Handelingen bij shock;
- Vaststellen van het bewustzijnsniveau: De mogelijkheden zijn: bij kennis, verminderd bewustzijn, bewusteloos, diep bewusteloos;
- Verlenen van eerste hulp bij flauwte, epilepsie, suikerziekte en beroerte;
- Voorkomen van afkoelen van slachtoffers;
- Warm houden van slachtoffers met koudeletsel.
- Verbinden van verschillende wonden;
- Geven van eerste hulp bij andere (kleine) letsels;
- Bewaking van een slachtoffer;
- Overdragen van een slachtoffer aan deskundige hulp.

## Internationale basisregels eerste hulp
Wereldwijd werken eerstehulpverleners van eerstehulporganisaties, ambulancediensten en ziekenhuizen met basisregels waarin de evidence-based ABCDE-methodiek, AMPLE-, AVPU- en MIST-protocollen zijn opgenomen.
Over het algemeen werkt men als volgt:
1. Veiligheid
2. Benaderen slachtoffer; indicatie letsels en/of stoornissen en melding
3. ABCDE-methodiek (w.o. AMPLE/AVPU)
4. Secundaire en tertiaire letsels
5. Bewaking
6. Overdracht (MIST/SBAR)

Om het niveau van EHBO (internationaal) te kunnen vergelijken, is er een indeling gemaakt:

Niveau 0 - Totaal geen kennis

Niveau 1 - Zeer beperkt: uitsluitend reanimatie, tegenwoordig meestal gecombineerd met AED-bediening (BLS/AED niveau). Gezien de opleidingsvorm, beperkte lesstof en praktische oefentijd vallen hier ook de nieuwe internetcursussen onder.

Niveau 2 - Beperkt: hieronder vallen bijna alle BHV- / LEH- (Levensreddend Eerste Hulp) opleidingen.

Niveau 3 - Standaard: hieronder vallen de meeste traditionele eerstehulpopleidingen zoals van het Oranje Kruis, Rode Kruis, NIKTA en van oorsprong buitenlandse organisaties als MFA, MFFA Europe en EFR. Deze opleidingen zijn geschikt voor diegenen die een algemeen EHBO-diploma nodig hebben of iets van EHBO willen weten.

Niveau 4a - Uitgebreid: Uitgebreide leken eerstehulpopleidingen bestemd voor diegenen waar uitgebreide kennis over eerstehulpverlening gewenst of noodzakelijk is. Niveau 4a eerstehulpopleidingen zijn uitermate geschikt voor eerstehulpverleners zoals bij politie, brandweer en waterschappen welke reddings-en bergingsdiensten moeten verrichten en eerstehulpverleners bij evenementen en sporten met verhoogd risico. Deze eerstehulpopleidingen worden meestal aangeboden als Gevorderd Eerstehulpverlener.

Niveau 4b - Zeer uitgebreid: Onder deze categorie vallen, gezien de inhoud van deze opleidingen, onder andere de opleidingen tot Sigma-lid van het Rode Kruis, de opleiding MAHSE (Medisch Assisterende Handelingen in de Spoed- en Evenementenzorg) van NIKTA en de opleiding First Responder van de Stichting LPEV.

Niveau 5 - Professionele eerste hulp: Ambulancezorgverlening, SEH-ziekenhuizen, traumacentra, huisartsen enz.
Niveau 0 t/m 4 is altijd EHBO op lekenniveau. Niveau 5 omvat onder meer ATLS, PHTLS, ALS, PALS, APLS, EPLS, TNCC en andere specifieke medische opleidingen.

## Nederland

### Wetgeving, rechten en plichten
Het hebben van een EHBO-diploma betekent niet dat iemand medische plichten of bevoegdheden heeft. De wet beschouwt eerstehulpverleners als "leken". Voor hen, maar voor iedere andere Nederlandse burger, geldt de wettelijke verplichting om naar eigen vermogen (eerste) hulp te verlenen aan een medemens in nood.
Medische (be)handelingen door "leken" (onder normale omstandigheden) zijn wettelijk verboden en worden beschouwd als een misdrijf. Alleen door de BIG-wet geregistreerde artsen en verpleegkundigen hebben speciale medische bevoegdheden en plichten, die bovendien beperkt zijn tot hun eigen medisch vakgebied; een tandarts mag bijvoorbeeld geen niersteen vergruizen. Zelfs medische eerstehulpverlening, zoals Advanced (Pediatric) Life Support (ALS/APLS) of Pre Hospital Trauma Life Support (PHTLS), mag alleen uitgevoerd worden door bevoegd en bekwaam ambulancepersoneel, (huis)artsen, SEH-personeel en gespecialiseerde verpleegkundigen.
Met andere woorden: een dermatoloog of oogarts is ook een leek op eerstehulpgebied ondanks zijn uitgebreide medische kennis op zijn vakgebied.
Van iemand die in het bezit is van een eerstehulpdiploma, mag aangenomen worden dat hij/zij beter in staat is om bij levensbedreigende stoornissen en letsels eerste hulp te bieden totdat medische hulp gearriveerd is.

### Hulpverleningsketen
EHBO'ers zijn de eerste schakel in de hulpverleningsketen. Direct starten met de eerstehulpverlening door omstanders (EHBO'ers) is van cruciaal belang, met name bij ademhalingsproblemen, circulatiestilstand of ernstige bloedingen. De EHBO'er roept bij levensbedreigende letsels en stoornissen direct professionele hulp in via het Europese alarmnummer 112. Voor niet-levensbedreigende letsels dient het slachtoffer altijd te worden doorverwezen naar de eerstelijnsgeneeskunde. In Nederland is dat de vaste huisarts, huisartsenpost met de avond- of weekenddienst of de afdeling spoedeisende hulp (SEH) van een ziekenhuis.

### Basisregels eerste hulp
Elke certificerende EHBO-organisatie kent haar eigen EHBO-richtlijnen en -eindtermen. In Nederland zijn er geen wettelijk voorgeschreven richtlijnen. Hierdoor is het mogelijk dat men niet verplicht het Oranje Kruisdiploma hoeft af te nemen, maar conform het gewenste niveau zoals een RI&E dat bepaalt, kan worden opgeleid naar eigen keuze.

### Basisregels Het Oranje Kruis en daaraan gelieerden
Bij het verlenen van EHBO volgens het Oranje Kruis-systeem houdt men rekening met vijf belangrijke punten:
1. Let op gevaar. Zorg ervoor dat je zelf, omstanders en het slachtoffer geen gevaar lopen
2. Ga na wat er gebeurd is en daarna wat iemand mankeert. Vraag aan het slachtoffer of de omstanders wat er is gebeurd of kijk wat er is op te maken uit de situatie ter plaatse
3. Stel het slachtoffer gerust en zorg voor beschutting. Een slachtoffer is vaak geschrokken en heeft iemand nodig die hem opvangt en geruststelt; wees rustig en zorgzaam maar ook kordaat. Zorg voor beschutting tegen kou of hitte
4. Zorg voor professionele hulp. Laat een omstander het alarmnummer bellen en laat onderstaande punten doorgeven. Vraag de beller daarna terug te komen, zodat u zeker weet dat er is gebeld.
  - De volgende informatie is voor de hulpdiensten van belang:
    - welke hulpdienst nodig is (ambulance)
    - plaats waarheen de hulp moet komen
    - wat er gebeurd is
    - aantal slachtoffers
    - de vermoedelijke leeftijd
    - wat het slachtoffer mankeert. Vermeld ook expliciet of er een reanimatie plaatsvindt
5. Help het slachtoffer op de plaats waar deze is aangetroffen. Door een slachtoffer onnodig te verplaatsen, kan zijn toestand verslechteren. Verplaats een slachtoffer alleen, indien er sprake is van acuut gevaar.

### Basiseerstehulpregels van andere organisaties
Diverse andere Nederlandse certificerende EHBO organisaties als LPEV e.d. hanteren eigen richtlijnen en eindtermen.
Meestal zijn deze EHBO-regels gebaseerd op de internationale ABCDE-methodiek.
Globaal zien deze eerstehulpregels er als volgt uit.
- Veiligheid
- Benadering en stelpen grote uitwendige bloedingen
- ABCDE-methodiek inclusief AVPU, AMPLE en MIST of SBAR
- Secundaire en tertiaire letsels
- Overdracht en vervoer

### EHBO-verenigingen en EHBO-koepelorganisaties
EHBO'ers kunnen zich aansluiten bij een lokale EHBO-vereniging of Rode Kruisvereniging. Deze verenigingen kunnen zijn aangesloten bij koepelorganisaties. Nederland kent enkele grote koepelorganisaties voor EHBO.

#### KNV EHBO
De Koninklijke Nederlandse Vereniging Eerste Hulp Bij Ongelukken (KNV EHBO) is een EHBO-koepelorganisatie, waarbij ongeveer 550 verenigingen zijn aangesloten. De KNV EHBO werd in 1893 opgericht door dr. C.B. Tilanus jr en ontving in 1953 het predicaat Koninklijk. In aantal leden is het de grootste EHBO-organisatie in Nederland. De aangesloten verenigingen heten allen: "Afdeling [plaatsnaam] van de Koninklijke Nederlandse Vereniging Eerste Hulp Bij Ongelukken". Wie lid is van een plaatselijke EHBO-vereniging, is ook automatisch lid van de KNV EHBO.

#### Nationale Bond
De Nationale Bond voor EHBO is een koepelorganisatie waarbij ongeveer 300 plaatselijke EHBO-verenigingen zijn aangesloten. De Nationale Bond werd in 1949 (de tijd van de verzuiling) opgericht onder de naam Katholieke Nationale Bond voor EHBO en is sterk gelieerd aan het Rode Kruis. Sinds 1991 is het predicaat Katholieke komen te vervallen. In 2000 richtte de KNV EHBO en de Nationale Bond voor EHBO gezamenlijk de Federatie Nederlandse EHBO (FNE) op. In 2005 werd duidelijk dat een fusie geen kans van slagen had en gingen beide organisaties weer autonoom verder.

#### Overig
Overige koepelorganisaties van EHBO-verenigingen zijn: EHBO Nederland (102 verenigingen), EHBO Limburg (94 verenigingen), EHBO Noord-Brabant (94 verenigingen) en het Nederlandse Rode Kruis (meer dan 300 afdelingen). Ook reddingsbrigades kunnen gezien worden als een EHBO-vereniging; zij zijn vrijwel allemaal onderdeel van Reddingsbrigade Nederland.
Daarnaast zijn er "vrije" zelfstandige EHBO-verenigingen die niet zijn aangesloten bij een van bovengenoemde koepelorganisaties.

### Opleidingen en richtlijnen

#### EHBO-richtlijnen in Nederland
Er is geen sprake van een overheidserkenning van EHBO-organisaties. Alle EHBO-diploma's hebben voor de wet eenzelfde status. Sommige certificaten/diploma's kunnen wel door de overheid worden aangewezen, met als bekendste voorbeeld het certificaat/diploma Eerste hulp aan Kinderen dat door het ministerie van Sociale Zaken en Werkgelegenheid moet zijn aangewezen ten behoeve van geregistreerde gastouders.
In Nederland heeft elke EHBO-organisatie haar eigen EHBO-richtlijnen vastgesteld en kunnen eerstehulpverleners (EHBO'ers) volgens eigen eindtermen certificeren. Alle certificerende EHBO-organisaties in Nederland hanteren in de praktijk min of meer dezelfde basisrichtlijnen zoals de reanimatierichtlijnen van de NRR/ERC, alleen zitten er behoorlijke niveau- en opleidingsverschillen tussen de organisaties zelf.
Er is meer keuzemogelijkheid voor de consument en bedrijven gekomen in kwaliteit en opleidingsniveau van eerstehulpopleidingen, al naargelang de behoefte en/of noodzaak (RI&E).

#### Nedcert
Sinds 2000 is er de certificatie-instelling NedCert, die onder andere het vakbekwaamheidscertificaat voor 'Spoedeisende Hulpverlening bij Slachtoffers' uitgeeft. De certificaties van NedCert waren van 2004 tot 2012 geaccrediteerd door de Raad voor Accreditatie (RVA).
Het certificaat SEHSO van NedCert is een van de door het ministerie van SZW aangewezen certificaten voor gastouders.

#### NIKTA
NIKTA is een certificatie-instelling voor BHV en Acute Zorg (Eerste Hulp Bij Ongelukken) en nog 55 andere veiligheid gerelateerde taakgebieden.
390 professionele, gekwalificeerde opleiders verzorgen cursussen en examens. NIKTA houdt als certificerende instelling hier toezicht op en geeft de persoonscertificaten uit. Voor wat betreft EHBO betreft dat de niveaus 1 tot en met 4b. Deze certificaten worden uitgegeven onder de internationale norm NEN-EN-ISO/IEC 17024.
De certificatieregeling ‘Acute Zorg’ is gekoppeld aan een volwaardige eerste hulp-opleiding, internationaal niveau 3.

## België

### Eerste hulpopleidingen
In België zorgt voornamelijk het Rode Kruis voor opleidingen, hiernaast zij er vele andere bedrijven die diverse EHBO-opleidingen aanbieden. Ze geven daarvoor elk hun eigen handboeken uit.
De EHBO-opleidingen van het Rode Kruis (Eerste Hulp en Helper) zijn volgens de Europese Standaard Richtlijnen. Het Rode Kruis organiseert na de Helper-cursus, ook nog bijkomende opleidingen tot gespecialiseerde eerstenhulpverleners en tot ambulanciers. Een ambulancier bij het Rode Kruis heeft een opleiding van 150 uur en mag niet-dringend ziekenvervoer uitvoeren. Het Rode Kruis biedt haar leden ook de mogelijkheid om zich op te laten leiden tot Hulpverlener-ambulancier, die de dringende geneeskundige hulpverlening mag uitvoeren op 112 ziekenwagens.
De EHBO-opleidingen van bijvoorbeeld het Vlaamse Kruis (basismodule EHBO en vervolgmodule EHBO) duren samen 35 uur. Een vervolgopleiding tot ambulancier duurt minstens 60 uren. Na het volgen van interne bijscholingen kan je na een EHBO-cursus mee met de ziekenwagen. Het verschil kenmerkt zich in dat het Rode Kruis zeer gespecialiseerde burgerhulpverleners aanbied met een diepgaande opleiding.
In België is de eerstelijnsgeneeskunde de huisarts, de huisarts van wacht of de spoeddienst van het ziekenhuis.

### Eerste hulpkennis
In 2016 leidde het Rode Kruis-Vlaanderen 58.829 mensen op in eerste hulp en 21.465 mensen in reanimeren en defibrilleren (volgens de richtlijnen van de Europese Reanimatieraad). Ook leidde het Rode Kruis 2.764 erkende bedrijfshulpverleners op.
Uit een enquête van het Rode Kruis uit 2017 bij 7.000 Belgen blijkt dat deze hun eerstehulpkennis vaak overschatten: gemiddeld schat 35% de eigen hulp fout in. Vooral bij snijwonden of hevige bloedingen kiezen veel mensen voor een foutieve hulpmethode (respectievelijk 4 op 10 en 3 op 10). Bij ongevallen met gevaarlijke stoffen onderschatten Belgen hun kennis dan weer: 1 op 3 kiest voor de juiste hulp ondanks hier weinig zeker over te zijn. Ook bleek uit de enquête dat zo goed als alle Belgen een groot belang hechten aan eerste hulp: 99% zou zelf willen geholpen worden als hem iets zou overkomen, 98% wil andere mensen in hun omgeving kunnen helpen en 94% zou zich schuldig voelen als ze niet zouden kunnen helpen. Een meerderheid van de Belgen volgde ooit al een eerstehulples en 94% vindt dat een eerstehulpopleiding verplicht zou moeten zijn.
Vanaf 1 november 2018 moet iedereen die in het Brussels Hoofdstedelijk Gewest zijn rijbewijs wil halen verplicht een EHBO-opleiding volgen. Brussels staatssecretaris voor Verkeersveiligheid Bianca Debaets (CD&V) stelde dat de bedoeling was om automobilisten een basisopleiding te geven hoe ze moeten omgaan met verkeersslachtoffers. Het gewest neemt de kosten op zich zodat de EHBO-opleiding gratis is voor kandidaat-automobilisten.

### Burgerhulpverlening
In maart 2017 ging in Hoogstraten een proefproject van start met EVapp (Emergency Volunteer Application) waarbij mensen met EHBO-kennis ingeschakeld kunnen worden als vrijwillige burgerhulpverleners bij een hartstilstand. EVapp werkt daarvoor samen met de stad Hoogstraten, het Antwerpse Hulpcentrum 100/112 en de Provinciale Commissie voor Dringende Geneeskundige Hulpverlening. Vrijwilligers kunnen zich registreren via de app of de website, waarbij ze een bewijs moeten voorleggen van hun EHBO-kennis. Bij een hartstilstand activeert het Hulpcentrum 100/112 het EVapp-systeem dat de nabije vrijwilligers alarmeert via de app of via sms. De app kan de vrijwilliger ook begeleiden naar de locatie van het slachtoffer of naar het dichtstbijzijnde AED-toestel. Deze vrijwilligers kunnen de reanimatie dan al opstarten in afwachting van de hulpdiensten. De stad Hoogstraten organiseerde ook reanimatielessen in samenwerking met het Rode Kruis.

## EHBO voor werkstuk op school

### EHBO
De EHBO betekent Eerste Hulp Bij Ongelukken. 100 jaar geleden begon men in te zien dat er onnodig slachtoffers dood gingen bij kleine ongelukken. De EHBO was toen die tijd opgericht om “gewone mensen” die vaak als eerste aanwezig zijn, de noodzakelijke Eerste Hulp Bij Ongelukken te leren. Nu nog steeds leiden ze mensen op. De EHBO is altijd aanwezig bij evenementen zoals, feesten, manifestaties en avondvierdaagse enz.

### Belangrijkste punten van de EHBO
Het belangrijkste als er een ongeluk gebeurd is dat je je hoofd koel houdt en niet in paniek raakt. Voordat je hulp gaat verlenen moet je eerst de situatie bekijken. Daarna moet je hulp gaan verlenen, denk hierbij dan aan de volgende, belangrijke stappen.
1. let op gevaar.
2. probeer er achter te komen wat er met het slachtoffer aan de hand is.
3. praat tegen het slachtoffer en stel hem gerust.
4. laat iemand de ambulance bellen.
5. help het slachtoffer op de plaats van het ongeval.
6. verplaatst het slachtoffer NIET.

### Kleine ongevallen
In het dagelijkse leven komen veel ongelukjes voor.

#### Bloedneus
Als je een bloedneus hebt moet je je hoofd een beetje voorover gebogen houden en gaan zitten. Daarna moet je met je duim en wijsvinger je neus dichtknijpen. Na 10 min kun je je neus voorzichtig loslaten.

#### Vreemd voorwerp in de huid
Als je iets in de huid hebt moet je het weghalen door eerst te kijken of er een grijpbare punt uit de huid steekt. Je kunt dan met een ontsmette pincet voorzichtig de splinter uit je huid trekken. Als je de splinter niet er uit krijgt, omdat het te diep in de huid zit kun je beter naar de dokter gaan.

#### Vuiltje in het oog
Je moet niet in je oog gaan wrijven. Als het onderste ooglid omlaag doet en naar boven kijkt, kun je een groot oppervlakte van het oog zien. Je kunt het vuiltje dan weghalen met een punt van een schone zakdoek. Let hierbij op dat je het richting je neus wrijft.

#### Wonden
Als iemand een wond heeft, moet je hem/haar laten zitten of liggen, zodat er niet meer vuil in de wond komt.
Als je huid is beschadigd zie je dat door:
- een kapotte huid
- bloed

##### Uitwendige wond
Als de wond open is noemt men dat een uitwendige wond. De huid is dan kapot en er kunnen bacteriën binnenkomen. Daardoor kun je een infectie oplopen en dan kan het langer duren voordat de wond is genezen.

###### Kleine wonden
Iedereen prikt of snijdt zich wel eens. Een kleine wond dek je af met een gaaspleister. Een gaaspleister bestaat uit een steriel gaasje waar een pleister aan vast zit. De gaaspleister moet je wel regelmatig verschonen, omdat het snel vuil wordt.

###### Schaafwond aan de knie of elleboog
Je moet het slachtoffer rustig laten zitten met een gebogen knie. Daarna maak je wond schoon met lauw water en een steriel gaasje. Vervolgens leg je een dekverband aan.

#### Rust geven aan de arm
Als je de arm rust moet geven leg je hem in een draagdoek. Dit noem je een mitella.
De draagdoek doe je op de volgende manier om:
- Breng de doek onder de gewonde arm. De punt moet bij de elleboog zitten en de hand moet ondersteund worden.
- Leg een uiteinde op de gezonde arm.
- Breng het andere uiteinde voor de arm langs de schouder aan de gewone kant naar de gezonde kant.
- Maak de uiteinden aan elkaar vast met een platte knoop ( links over rechts, rechts over links).
- Speld de punt van de mitella als laatste vast.

Verstikking door slikken
- Heimlichmanoeuvre

### Brandwonden
Je hebt te maken met verschillende gradaties in brandwonden.
Als iemand zich brandt moet je altijd het lichaamsdeel onmiddellijk onder zacht stromend water houden LAUW WARM!  Dit moet minstens 10 minuten.
De slogan is: EERST WATER, DE REST KOMT LATER!

#### Oppervlakkige brandwonden (voorheen: eerstegraads-brandwonden)
De huid is rood en voelt warm aan.
Dit kan komen doordat er een hete vloeistof overheen gevallen is of diegene zich heeft verbrand aan vuur.

#### Gedeeltelijke brandwonden (voorheen: tweedegraads-brandwonden)
De huid is bedekt met blaren en dat is het grote verschil met eerstegraads-brandwonden. De blaren zijn erg pijnlijk, de huid licht gezwollen.

#### Volledige brandwonden (voorheen: derdegraads-brandwonden)
De huid is verkoold, maar het kan ook wit zijn als het verbrand is door water.
Als de huid is verbrand door een sterk schoonmaakmiddel, bijvoorbeeld pure alcohol, kan de huid zwart worden. Derdegraads-brandwonden zijn meestal zelf niet pijnlijk, omdat de zenuwen zijn verbrand.
Na het koelen moet je op het verbrande lichaamsdeel losjes steriele gaasjes en hydrofiele zwachtels binden. Je moet het wel losjes doen, want anders doet het pijn en kunnen de blaren kapot gaan waardoor er een infectie bij kan komen.

### Botbreuken
Bij botbreuken kun je zelf weinig doen, je moet er alleen voor zorgen dat het desbetreffende lichaamsdeel niet wordt bewogen, want dan kunnen scherpe botstukken een wond veroorzaken en dat kan de huid beschadigen.
Verder moet je altijd een dokter of de ambulance bellen, 1-1-2.

### Flauwte
Als iemand is flauwgevallen moet je ervoor zorgen dat je hem/haar plat op de grond legt en zorgen voor frisse lucht. Een flauwte ontstaat doordat er te weinig bloed en dus te weinig zuurstof in de hersenen komt. Je kunt door allerlei dingen flauwvallen bijv. door angst, schrik, spanning, pijn enz.

### Ademhalingsstoornissen
Als iemand niet meer ademt moet je hem/haar onmiddellijk gaan beademen. Een mens kan maar een paar minuten zonder zuurstof, dus iedere seconde telt.
Wat moet je doen?
- Leg het slachtoffer op zijn rug
- Kniel met je beide knieën op de grond naast het hoofd, leg je ene hand onder de nek en de andere op het voorhoofd.
- Breng het hoofd zover mogelijk naar achter, hiermee maak je de luchtweg vrij.
- Knijp de neus van het slachtoffer dicht
- Haal diep adem
- Plaats je mond op de mond van het slachtoffer en blaas rustig in
- Kijk met een schuin oog of het borstkas van het slachtoffer omhoog gaat
- Neem je mond weer van het slachtoffer af en kijk wanneer de borstkas van het persoon weer inzakt
- Adem opnieuw in en blaas de lucht weer in de mond
- Mocht dit niet helpen dan zul je moeten beginnen met reanimeren

### Vergiftiging
Als een gif in je lichaam komt, kan het gevaarlijk zijn.
Bijtend gif:  azijnzuur, zoutzuur, ammonia en veel schoonmaakmiddelen. Bijtende giffen kunnen je mond, keel en je slokdarm verbranden. Als iemand een giftige stof inslikt moet je het verdunnen door heel veel water te drinken. Daarna moet het slachtoffer zo snel mogelijk naar het ziekenhuis.
Niet-bijtend gif: benzine, petroleum, terpentine, slaapmiddelen en drugs. Niet-bijtende stoffen hebben een uitwerking op hersenen, ademhaling of andere organen.

## Het Oranje Kruis
De Koninklijke Nationale Bond voor Reddingswezen en Eerste Hulp Bij Ongelukken. Het Oranje Kruis houdt namens de Minister van Welzijn, Volksgezondheid en Sport  toezicht op de kwaliteit van het eenheidsdiploma EHBO.
Het Oranje Kruis vertelt via het Oranje kruis boekje wat EHBO’ers moeten weten. Het bepaalt ook aan welke eisen docenten en examinatoren moeten voldoen en verzorgt tevens opleidingen.
Het Centraal Bureau van Het Oranje Kruis registreert de geldige diplomahouders.

### Allergische reactie
Je bent heerlijk uit eten met je vriend in een Thais restaurant. Plotseling zie je hem moeilijk kijken en zijn hand op zijn keel leggen. De ober is op de hoogte van de pinda-allergie van je vriend, maar zo te zien is dat toch niet doorgedrongen tot in de keuken. Je krijgt het warm en kijkt om je heen. Kan iemand helpen? Wat moet je nou doen?

#### Wat stel je vast bij een allergische reactie?
- De reactie treedt acuut op na het nuttigen van bepaalde voeding of dranken, na het innemen van medicijnen of bij een insectenbeet.
- Slachtoffer voelt zich vaak angstig of onrustig.
- Vlekken, jeuk, roodheid, misselijkheid, braken, duizeligheid, ademnood.
- Soms: zwelling na steek van insect (bijvoorbeeld een bij of wesp).
- Soms: verminderd bewustzijn, spierkrampen, bewegingsonrust of verwardheid.

#### Wat doe je bij een allergische reactie?
- Bel of laat 1-1-2 bellen bij hevige benauwdheid, shockverschijnselen of bij zwelling in de keel of luchtpijp.
- Neem in andere gevallen contact op met de huisarts of huisartsenpost.
- Laat het slachtoffer zitten en zorg ervoor dat hij zich niet inspant. Laat hem zelf de beste houding kiezen.
- Is het slachtoffer bekend met zijn allergie en beschikt hij over een noodpen? Prik deze dan in het bovenbeen.

## Verbandkoffer en verbandtas
De verbandkoffer is als een handeling moet gedaan worden thuis, op je werk en op school enz. De verbandtas wordt gebruikt bij evenementen.
De verbandkoffer moet bestaan uit:
- gaaspleister
- snelverbanden no.1
- wondsnelverband
- steriele gaasje
- witte watten (elastische)
- hydrofiele zwachtels (4cm en 6 cm breed
- rol kleefpleister (2,5 cm breed)
- cambric zwachtels (erg sterk)
- vette watten
- driekante doek
- veiligheidsspelden
- goede verbandschaar
- huidsontsmettingsmiddelen
- pincet

De verbandtas moet bestaan uit:
- snelverband no. 1, 2, 3
- wondsnelverband
- artiflex 10 cm
- witte watten 10 g
- Hydrolast 4cm
- Hydrolast 5cm
- Hydrolast 8cm
- Driekante doek (gezoomd)
- Gaasje 1/16 m²
- Leukosilk 2,5 cm
- Cambric windsel 4cm
- Cambric windsel 6cm
- Cambric windsel 8cm
- Wondpleister 5cm
- Metalline compres
- Betadine
- Schaar (stomp/gebogen)
- Pincet
- Steriele gaasjes 10×10

## AED
Een Automatische Externe Defibrillator (AED) is een draagbaar apparaat dat het hartritme weer kan herstellen bij een hartstilstand. Dit gebeurt door het geven van een elektrische schok.

### Wat doet een AED?
Bij een hartstilstand staat het hart meestal niet helemaal stil. Dat lijkt alleen zo. De hartkamers worden heel snel en chaotisch geprikkeld, waardoor ze niet meer samentrekken. Dit heet ventrikelfibrilleren. Een AED is dan nodig om het hart te resetten en weer normaal te laten kloppen. Dit resetten noemen we defibrilleren.

### AED bedienen
Een AED bevat twee elektroden die je op de borstkas van het slachtoffer moet plakken. Als dat gebeurd is, analyseert de AED het hartritme en je krijgt precies te horen wat je moet doen: doorgaan met reanimeren of op de knop drukken om een schok toe te dienen.
De AED geeft geen schokopdracht als het hart echt stil staat of als iemand
bewusteloos is, maar het hart goed functioneert.

### Wie mogen een AED bedienen?
Iedereen mag een AED gebruiken. Maar het is wel beter om dit te leren en oefenen tijdens een reanimatiecursus. Je leert hoe een AED werkt en je oefent met het aansluiten en bedienen. Als je dan een keer echt een AED moet gebruiken geeft dat zekerheid en gaan er geen kostbare minuten verloren.

### Moet je doorgaan met reanimeren als een AED een schok adviseert?
Reanimeren blijft bij een hartstilstand altijd nodig, ook al geeft de AED geen schok. Dit houdt de bloedsomloop in stand, totdat er professionele hulpverleners zijn. Zij kunnen soms met medicijnen het hart weer vatbaar maken voor een schok.

### Mag een AED ook gebruikt worden bij kinderen?
De gewone AED is geschikt voor kinderen boven de 8 jaar. Sommige AED’s hebben speciale kinderelektroden die ervoor zorgen dat het kind minder stroom krijgt. Bij andere AED’s zit de aanpassing voor kinderen in het apparaat verwerkt. Als er geen aangepaste AED is, gebruik dan de standaard AED voor volwassenen.

## Wist je dat?
- De meeste ongelukken gebeuren in en om huis.
- Er per jaar zo’n 213 000 kinderen tussen de 0-18 jaar naar de spoedeisende hulp gaan ten gevolge van een ongeval.
- Je op 3 manieren kunt reageren op een noodsituatie: - flight, fight and freeze. In het Nederlands ook wel vluchten, helpen of bevriezen. Hoe meer kennis je hebt, des te meer kans heb je dat je gaat handelen.
- Er op steeds meer openbare plekken een AED hangt. Denk hierbij aan supermarkten, scholen en sportcentra.
- Grote bedrijven/scholen mensen opleiden om in noodsituaties te kunnen handelen. Dit noem je BHV-ers.
- Bij EHBO cursussen gebruik wordt gemaakt van acteurs om slachtoffers na te spelen. Dit noem je lotusslachtoffers. Deze mensen zijn getraind in ziektebeelden laten zien met de daarbijbehorende verwondingen. Zo lijkt het net echt!
- Je bij de scouting een insigne kunt halen voor je EHBO-vaardigheden.
- Je collecte kunt lopen voor allerlei goede doelen die te maken hebben met ziekten ed. Wij lopen al jaren voor de Brandwondenstichting.
- Als je iemand in een noodsituatie probeert te helpen je beschermd bent door de wet van de Barmhartige Samaritaan. Alles wat je doet is goed. Niets doen dus niet!

## Symbolen

ISO pictogram
Rode Kruis
Maltees Kruis
Star of Life